# Araeococcus flagellifolius
Araeococcus flagellifolius är en gräsväxtart som beskrevs av Hermann August Theodor Harms. Araeococcus flagellifolius ingår i släktet Araeococcus och familjen Bromeliaceae. Inga underarter finns listade i Catalogue of Life.

## Bildgalleri

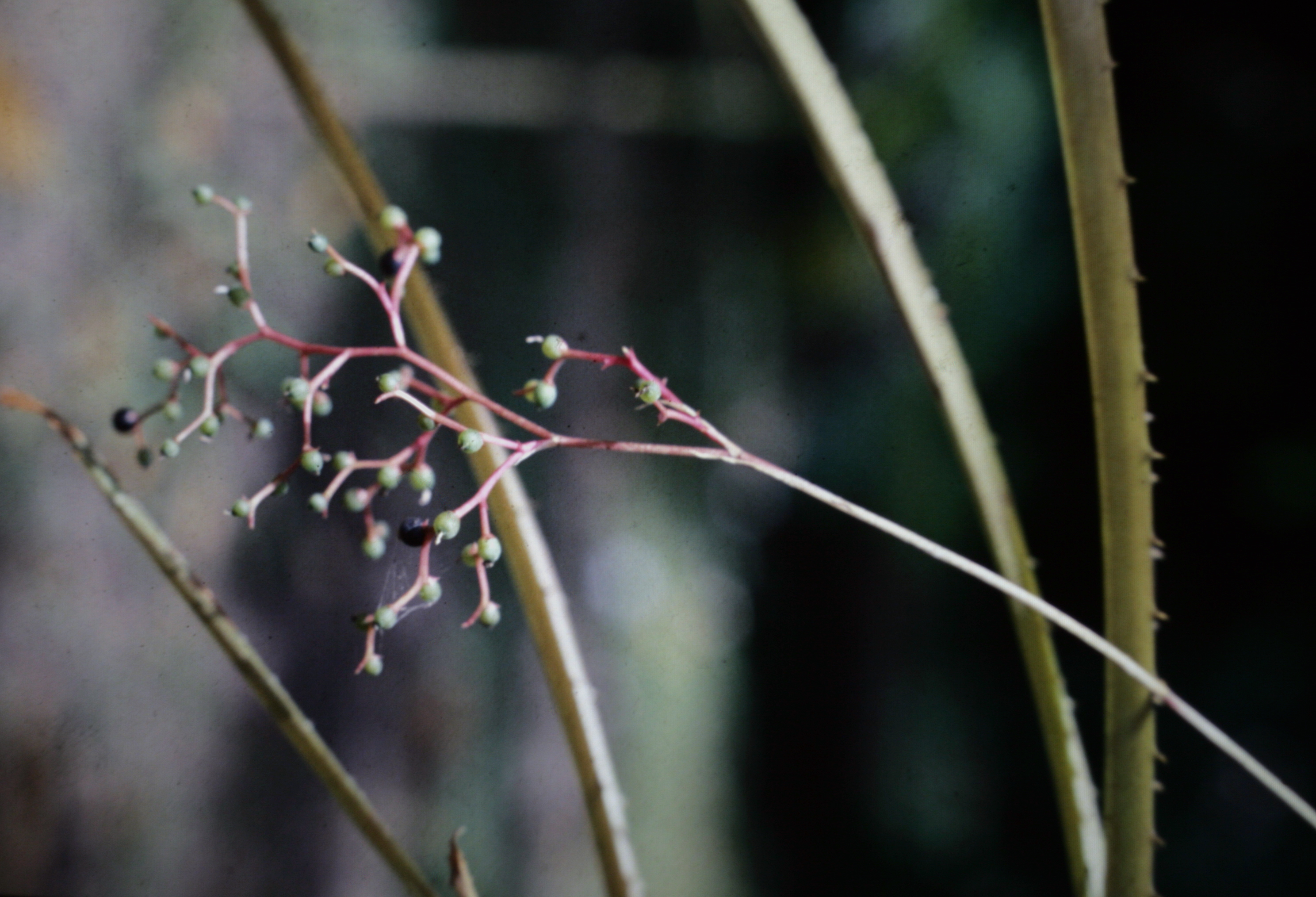